# Уюни (солончак)
Ую́ни (исп. Salar de Uyuni) — солончак в пуне Центральных Анд, представляющий собой высохшее солёное озеро на юге пустынной равнины Альтиплано, Боливия на высоте около 3650 м над уровнем моря. Имеет площадь 10 582 км² и является крупнейшим солончаком в мире. Располагается в окрестностях города Уюни на территории департаментов Оруро и Потоси на юго-западе страны. Основные минералы — галит и гипс.
Внутренняя часть покрыта слоем поваренной соли толщиной 2—8 м. Во время сезона дождей солончак покрывается тонким слоем воды и превращается в самую большую в мире зеркальную поверхность. При высыхании покрывается шестиугольными корками.
Имеет два примечательных острова: Инкауаси и Пескадо.
Каждый год в ноябре на солончак Уюни прилетают на размножение три вида южно-американских фламинго — чилийский фламинго, андский фламинго и фламинго Джеймса.
Солончак использовался как место съемок таких фильмов, как «Звездные войны: Последние джедаи» (2017; как планета Крейт), «Падение» (2006), «Соль и пламя» (2016), «Незримое» (2017) и ряд других.
На окраине солончака расположен Дворец из соли — отель, построенный соляных блоков длиной 35 см, из которых сделаны пол, стены, потолок и мебель, включая кровати, столы, стулья и скульптуры.

## Формирование
Около 40 тыс. лет назад данная область была частью озера Минчин (которое само выделилось из древнего озера Балливьян). После его высыхания осталось два существующих в настоящее время озера: Поопо и Уру-Уру, а также два крупных солончака: Салар-де-Койпаса и Уюни. Площадь Уюни примерно в 25 раз превосходит площадь высохшего озера Бонневилль в США. К северу от солончака находится солёный маар Хаю-Кута.

## Влияние на экономику
По оценкам, солончак Уюни содержит запас в 10 млрд т соли, из которых ежегодно добывается менее 25 тыс. т. Благодаря своей ровной поверхности солончак Уюни служит главным транспортным маршрутом в Альтиплано. Хлорид лития, находящийся здесь в огромных количествах, пригоден для добычи из него лития, что актуально для аккумуляторной индустрии. Около 100 миллионов тонн лития, или от 50 до 70 % мировых его запасов находится в этом озере. Создано совместное предприятие по добыче лития с германской компанией ACI Systems Alemania GmbH, начало добычи ожидалось к концу 2022 года.
Благодаря развитию туризма на солончаке Уюни, местные жители стали строить отели из соляных блоков, в которых можно остановиться на ночь.
В 2019 году он был удостоен награды World Travel Awards как «Лучшая природная туристическая достопримечательность Южной Америки».

## Калибровка спутников
Благодаря большому размеру, практически плоской поверхности и высокому альбедо при наличии тонкого слоя воды, а также минимальному изменению высоты, солончак Уюни является идеальным инструментом для тестирования и калибровки приборов дистанционного зондирования на орбитальных спутниках. Чистое небо и сухой воздух Уюни позволяют провести калибровку спутников в пять раз точнее, чем при использовании поверхности океана.

## Кладбище паровозов
Одной из достопримечательностей солончака является кладбище паровозов, находящееся возле путей железной дороги из Антофагасты в Боливию в 3 км от города Уюни. На «кладбище» покоятся паровозы названной железной дороги, отставленные от поездной службы в 1950-х годах, когда добыча минералов на окрестных рудниках резко упала. Здесь есть интересные экземпляры: локомотивы Гаррата и Мейера, — но все в неудовлетворительном состоянии. В 2006 году местным самоуправлением была принята 15-летняя программа развития региона, одним из пунктов которой является превращение «кладбища» в музей под открытым небом.

## Галерея
- Покрытый водой солончак Уюни
- Закат, отражающийся от поверхности Салар-де-Уюни
- Соляные насыпи на солончаке Уюни
- Добыча соли в Салар-де-Уюни